# Клімкувка (Новосондецький повіт)
Клімкувка (пол. Klimkówka) — село в Польщі, у гміні Хелмець Новосондецького повіту Малопольського воєводства.
Населення — 313 осіб (2011).

## Демографія
Демографічна структура станом на 31 березня 2011 року:
|          | Загалом | Допрацездатний вік | Працездатний вік | Постпрацездатний вік |
| -------- | ------- | ------------------ | ---------------- | -------------------- |
| Чоловіки | 157     | 48                 | 100              | 9                    |
| Жінки    | 156     | 43                 | 92               | 21                   |
| Разом    | 313     | 91                 | 192              | 30                   |